# 戸井田徹
戸井田 徹（といだ とおる、1951年11月25日 - ）は、日本の政治家。自由民主党所属の元衆議院議員（当選2回）。中華人民共和国・河南省生まれで自身のウェブサイトや著作では戸井田とおる名義を使っており、首相官邸ホームページでもそのように記載されている。

## 来歴・人物
1951年、中国河南省にて戸井田三郎の次男として誕生。父三郎は学徒出陣した旧日本軍衛生兵、母は元従軍看護婦であり、両名とも終戦後も医療や看護・衛生の経験・知識のある者として八路軍に徴用され残留、その後結婚した。1953年に両親とともに帰国。父は衆議院議員清瀬一郎の秘書となり、清瀬の死後、後継者として総選挙に立候補し1972年から衆議院議員となった。
獨協中学校・高等学校、獨協大学法学部法律学科卒業後、父の秘書となる。1989年第1次海部内閣において父が厚生大臣に就任したことに伴い厚生大臣秘書官となる。1996年の第41回衆議院議員総選挙において、父の急死に伴い補充立候補し、初当選。
2000年の第42回衆議院議員総選挙・2003年の第43回衆議院議員総選挙ではいずれも民主党公認の松本剛明に敗れ落選。自民党の規定により候補者差し替えの対象とされたが、2005年の解散総選挙で候補者選定が間に合わず前回に引き続き出馬、小選挙区当選により国政に復帰した。
第1次安倍改造内閣では、内閣府大臣政務官に就任。福田内閣でも留任。
「日本の前途と歴史教育を考える議員の会」の南京問題小委員会委員長を務め、「正論」などに南京大虐殺は虚構だとする論文を書いている。映画「南京の真実」の賛同者でもある。また、旧日本軍が戦後中国に遺棄したと中国政府が主張している化学兵器処理問題では、2006年5月12日の内閣委員会で質問に立ち、戦後合法的に中国側に引き渡していると主張した。
2008年の元旦には靖国神社を参拝している。同年、上程への動きが再浮上した人権擁護法案に対し強い懸念を持ち、同年3月10日には憲政記念館で同法案に対する反対集会を開催。同年8月、福田改造内閣において厚生労働大臣政務官に就任。
2009年6月、総務大臣・鳩山邦夫の更迭に抗議して厚生労働大臣政務官を辞任。戸井田は鳩山の側近として知られる。
2009年8月30日の第45回衆議院議員総選挙に自民党から出馬。公明党の推薦も受けたが、5度目の対決となった松本に敗れ、比例代表でも届かず落選。2011年には、脳梗塞・脳卒中が悪化し、政界引退を表明。2022年、旭日中綬章受章。

## 政策
- 選択的夫婦別姓制度導入に反対[8]。
- 2007年6月14日、ワシントン・ポストに掲載された慰安婦に対する日本政府の謝罪を求めるアメリカ合衆国下院121号決議の全面撤回を求める広告「THE FACTS」の賛同者に名を連ねる[9]。
- 女系天皇即位容認を柱とした皇室典範改正問題が浮上した際には反対派の急先鋒として動いた[要出典]。

## 所属していた団体・議員連盟
- 日本の前途と歴史教育を考える議員の会（南京問題小委員会 委員長）
- 創生「日本」
- 自民党動物愛護管理推進議員連盟
- みんなで靖国神社に参拝する国会議員の会
- 価値観外交を推進する議員の会
- 再チャレンジ支援議員連盟
- 日本会議国会議員懇談会
- 国籍問題を検証する議員連盟
- 正しい日本を創る会
- 中国留日同学会（日本に留学経験のある中国人有識者の親睦団体） - 顧問
- 日中科学技術文化センター（科学技術協力や中国人研修生の日本受け入れを推進している団体） - 理事